# The Dropout
The Dropout är en amerikansk miniserie som skildrar Theranos grundare Elizabeth Holmes försök att revolutionera hälsoindustrin. Därför avbryter hon sina studier vid Stanford University och startar ett teknikföretag. Rollen som Elizabeth Holmes spelas av Amanda Seyfried, och i den manliga huvudrollen som Sunny Balwani, Theranos vice VD, ses Naveen Andrews. Serien har fått 89 procent positiva röster på Rotten Tomatoes.
Serien visades på SVT Play från den 22 maj 2024 och på SVT från den 30 april 2025.